# Pambdelurion
Pambdelurion is een geslacht van uitgestorven panarthropoden uit de Sirius Passet-vindplaats daterend uit het Cambrium in het noorden van Groenland. Net als de morfologisch vergelijkbare Kerygmachela uit dezelfde vindplaats, wordt aangenomen dat Pambdelurion nauw verwant is aan de geleedpotigen, waarbij kenmerken van Lobopodia worden gecombineerd met die van basale geleedpotigen.

## Onderzoeksgeschiedenis
Pambdelurion whittingtoni werd in 1997 benoemd door Graham E. Budd. De geslachtsnaam komt van het Griekse pambdelyrion, 'geheel walgelijk', in verwijzing naar de angstaanjagende verschijning van het dier, en de soortaanduiding eert de paleontoloog Harry B. Whittington.
Het holotype is MGUH 24508. Zo'n driehonderd specimina waren al in 1997 van de soort bekend.

## Beschrijving
Pambdelurion was groot voor een dier uit het Cambrium en bereikte naar schatting een lengte van vijfenvijftig centimeter. Omnidens, een organisme uit China dat sterk lijkt op Pambdelurion en er misschien zelfs synoniem mee is, bereikte nog grotere afmetingen, geschat op anderhalve meter op basis van de verhoudingen van Pambdelurion.

Een specimen met diagram

De kop van Pambdelurion droeg een groot paar frontale aanhangsels, homoloog aan de antennes van onychophoraniden en de frontale aanhangsels van radiodonten. Deze frontale aanhangsels waren zwak gespierd en relatief zacht, wat suggereert dat ze in de eerste plaats als sensorische organen hebben gediend, in plaats van voor het grijpen van prooien. Tussen de aanhangsels bevindt zich een paar clusters van drie stekels, die waarschijnlijk een zintuiglijke functie dienden. Ogen zijn niet geïdentificeerd. Op de onderkant van de kop bevond zich de mond, die een orale kegel was die leek op die van andere niet-geleedpotige ecdysozoa.
Het lichaam bezat elf paar niet-gespierde, kieuwdragende zijflappen en elf paar lobopodeuze poten ventraal van de flappen. Het spierstelsel van het lichaam leek meer op dat van onychophoraniden dan dat van geleedpotigen. De cuticula was niet gesclerotiseerd.
Het voorste deel van de darm was een grote, gespierde farynx, zoals bij veel andere Ecdysozoa. Meer naar achteren bevatte de darm gepaarde klieren.

## Fylogenie
Pambdelurion wordt beschouwd als een lid van de Lobopodia, een parafyletische groep panarthropoden die de voorouders omvat van moderne Tardigrada, onychophoraniden en geleedpotigen. Het is nauwer verwant aan de geleedpotigen dan aan enige andere moderne groep, maar het splitste zich af van de geleedpotige tak vóór de laatste gemeenschappelijke voorouder van alle moderne geleedpotigen; het is als zodanig een geleedpotige uit de stamgroep. Pambdelurion maakt deel uit van een groep stamgeleedpotigen die bekend staat als kieuwlobopoden, die bestaat uit lobopoden met kieuwdragende zijkleppen en ook Kerygmachela en Opabinia omvat. De lobopoden met kieuwen zijn onder de lobopoden de naaste verwanten van de geleedpotigen, en zowel de radiodonten als de echte geleedpotigen stammen af van een voorouder van de lobopoden met kieuwen.

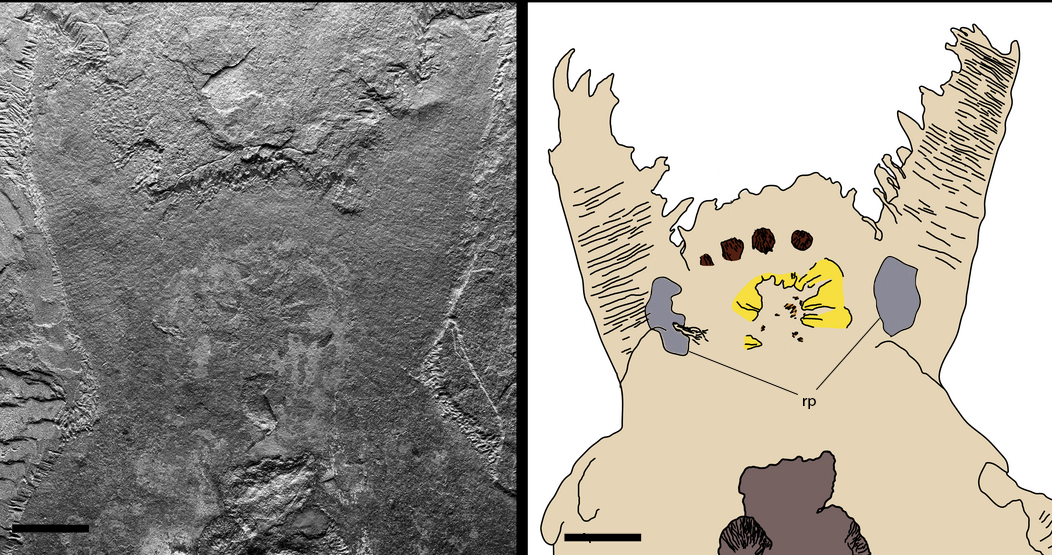
De kop

Omnidens, van de bijna gelijktijdige biota van Chengjiang uit het zuidwesten van China, kan niet duidelijk worden onderscheiden van Pambdelurion, en het is mogelijk dat ze synoniem zijn. Er is echter geen bewijs van lobopoden met kieuwen zoals Pambdelurion uit Chengjiang, dus Omnidens kan de monddelen vertegenwoordigen van een andere lobopoden zoals Megadictyon en Jianshanopodia.
|  | Megadictyon    |
|  |                |
|  | Jianshanopodia |
|  |                |

|  | Opabinia                                                |
|  |                                                         |
|  | Radiodonta                                              |
|  |                                                         |
|  | \| \| Kylinxia \| \| \| \| \| \| Arthropoda \| \| \| \| |
|  |                                                         |
|  | Kylinxia                                                |
|  |                                                         |
|  | Arthropoda                                              |
|  |                                                         |

|  | Kylinxia   |
|  |            |
|  | Arthropoda |
|  |            |

|  | Opabinia                                                |
|  |                                                         |
|  | Radiodonta                                              |
|  |                                                         |
|  | \| \| Kylinxia \| \| \| \| \| \| Arthropoda \| \| \| \| |
|  |                                                         |
|  | Kylinxia                                                |
|  |                                                         |
|  | Arthropoda                                              |
|  |                                                         |

|  | Kylinxia   |
|  |            |
|  | Arthropoda |
|  |            |

|  | Megadictyon    |
|  |                |
|  | Jianshanopodia |
|  |                |

|  | Opabinia                                                |
|  |                                                         |
|  | Radiodonta                                              |
|  |                                                         |
|  | \| \| Kylinxia \| \| \| \| \| \| Arthropoda \| \| \| \| |
|  |                                                         |
|  | Kylinxia                                                |
|  |                                                         |
|  | Arthropoda                                              |
|  |                                                         |

|  | Kylinxia   |
|  |            |
|  | Arthropoda |
|  |            |

|  | Opabinia                                                |
|  |                                                         |
|  | Radiodonta                                              |
|  |                                                         |
|  | \| \| Kylinxia \| \| \| \| \| \| Arthropoda \| \| \| \| |
|  |                                                         |
|  | Kylinxia                                                |
|  |                                                         |
|  | Arthropoda                                              |
|  |                                                         |

|  | Kylinxia   |
|  |            |
|  | Arthropoda |
|  |            |

## Paleobiologie
Pambdelurion was waarschijnlijk een roofdier, dat zich voedde met andere geleedpotigen. Het was waarschijnlijk een bodembewonend dier dat niet goed kon zwemmen.

## Paleo-ecologie
Pambdelurion was een van de grootste en meest voorkomende organismen in de Sirius Passet biota.